# Taifun Vera
Der Ise-Wan-Taifun (japanisch 伊勢湾台風, Ise-wan taifū) war ein außergewöhnlich starker tropischer Zyklon, der Japan im September 1959 traf. Er entstand am 21. September aus einem Tiefdruckgebiet zwischen Guam und Chuuk und bewegte sich dann mit einer Spitzengeschwindigkeit von 165 kn (306 km/h) Richtung Nordnordost, bis er am 26. September gegen 18 Uhr Japan beim Kap Shionomisaki auf der Kii-Halbinsel erreichte; in Böen erreichte er über dem Festland bei Nagoya bis zu 120 kn (222 km/h). Er verwüstete die Tōkai-Region und damit auch den Südteil der Stadt Nagoya. Der Taifun entwickelte sich zum stärksten und tödlichsten Taifun seit Beginn der Aufzeichnungen, der bislang die japanische Küste traf. Er kostete über 5000 Menschen das Leben. Durch Hochwasser und Erdrutsche starben 4697 Menschen, 401 blieben vermisst, 38.921 wurden verletzt über 1,5 Millionen wurden obdachlos.
Die Intensität des Sturms führte zu Zerstörungen nie dagewesener Stärke und ungeahnten Ausmaßes und war ein großer Rückschlag für die japanische Wirtschaft, die sich immer noch vom Zweiten Weltkrieg erholen musste. Als Nachwirkung vom Ise-Wan-Taifun wurden der Katastrophenschutz Japans und Unterstützungssysteme entscheidend reformiert. Die Auswirkungen des Taifuns setzten einen Maßstab für spätere Stürme, die das Land heimsuchten.

## Benennung
Er wurde in Japan chronologisch nummeriert Taifun Nr. 15 genannt, später nach der Ise-Bucht (Ise-wan) an der japanischen Pazifikküste benannt. International ist er unter dem Namen Taifun Vera bekannt.

## Entwicklung
Der Ise-Wan-Taifun entwickelte sich am 20. September zwischen Guam und Chuuk und bewegte sich anfangs westwärts, bevor er dann einen eher nördlicheren Kurs einschlug. Er erreichte in den folgenden Tagen die Kraft eines Tropischen Sturms. An diesem Punkt hatte der Ise-Wan-Taifun die eher westliche Bewegungsrichtung übernommen und begann sich rapide zu verdichten. Er erreichte seine Spitzenintensität am 23. September und mit der maximal andauernden Windgeschwindigkeit eine Stärke vergleichbar mit heutigen Hurrikans der Kategorie 5.
Mit einer kleinen Veränderung der Stärke drehte der Taifun und beschleunigte nordwärts. Er erreichte die Küste am 26. September bei Shionomisaki auf Honshu. Atmosphärische Windstrukturen hatten zur Folge, dass der Taifun bei Toyama kurz in das Japanische Meer aufbrach, bevor er ostwärts zurückbog und nahe der Tōhoku-Region erneut auf Honshu traf. Die Bewegung über Land hat den Ise-Wan-Taifun sehr abgeschwächt. Nachdem er später am Tag den Nordpazifischen Ozean wieder erreicht hatte, hatte er sich am 27. September in eine außertropische Zyklone verwandelt; diese Überreste setzten sich fort und blieben für weitere 2 Tage bestehen.
Obwohl Vera korrekt vorhergesagt wurde und der Weg auf Japan gut vorausberechnet wurde, verhinderten schlechte Telefonabdeckung kombiniert mit fehlendem Druck durch die japanischen Medien und der Intensität des Sturms in hohem Maße mögliche Evakuierungen und damit die Verhinderung größerer Schäden. Regenfälle von der äußeren Regenlinie des Sturms verursachten zusätzlich zum Auftreffen des Sturms auf das Land noch Überschwemmungen in den Gebieten rund um die Flüsse. Außerdem brachte der Sturm, als er sich über Honshu bewegte, eine starke Sturmflut, die viele Flutdämme und Flutabwehrsysteme zerstörte, Küstenstädte überflutete und Schiffe versenkte. Die am schwersten getroffene Region Japans waren die Gebiete entlang der Küste der Ise-Bucht.
Dort standen überflutete Gebiete für mehr als vier Monate unter Wasser und eine Vielzahl an Gebäuden ist zerstört worden. Die Gesamtschäden des Ise-Wan-Taifuns belaufen sich auf 600 Millionen Dollar (inflationsbereinigt 4.879 Millionen Dollar). Die Zahl der Todesopfer, die der Taifun verursacht haben soll, sind umstritten, obwohl aktuelle Schätzungen darauf hindeuten, dass der Taifun mindestens 4000 Tote verursacht hat. Das macht ihn zum tödlichsten Taifun in der japanischen Geschichte.
Hilfsmaßnahmen wurden relativ rasch eingeleitet von japanischen und amerikanischen Regierungen. Wegen der Überschwemmungen, die durch den Taifun entstanden waren, brachen örtlich begrenzte Epidemien aus, einschließlich Ruhr und Tetanus. Die Ausbreitung von Krankheiten und herumliegende Trümmer blockierten und verlangsamten die laufenden Unterstützungsfortschritte. Wegen der beispiellosen Zerstörung und der vielen Toten, die dem Taifun folgten, verabschiedete die japanische Nationalversammlung Gesetze, um betroffenen Regionen effizientere Hilfe zukommen zu lassen und künftige Katastrophen zu entschärfen. Dies schloss auch die Passage des Katastrophen-Gegenmaßnahmen-Gesetzes 1961 mit ein, das Standards setzte für die japanische Katastrophenhilfe, einschließlich der Gründung eines zentralen Katastrophenverhütungsrats.

## Meteorologische Geschichte

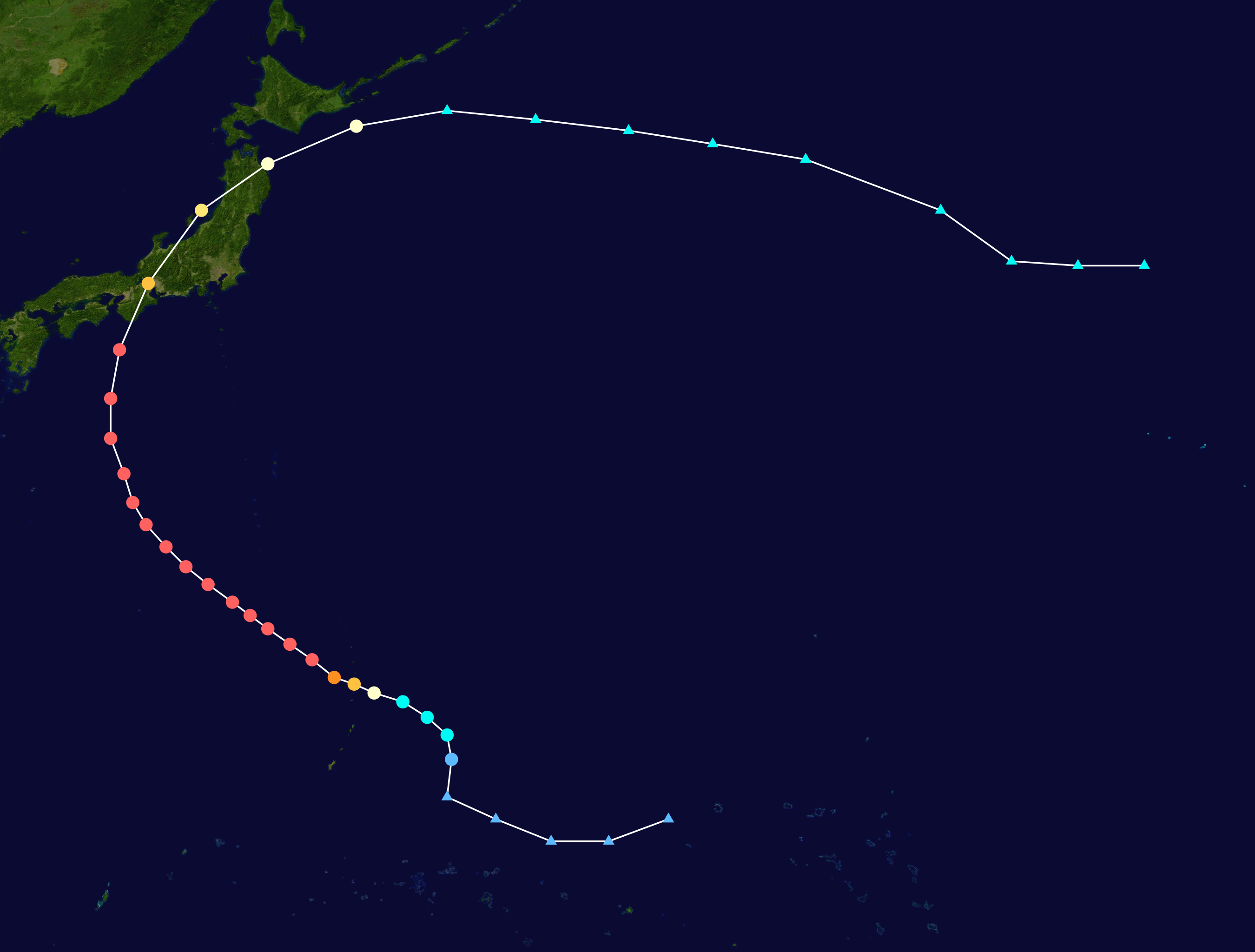
Spur des tropischen Zyklons, gekennzeichnet durch farbige Punkte (jeder Punkt repräsentiert die Position des Sturms und seine Intensität in einem 6-stündigen Intervall)

Der Ursprung des Ise-Wan-Taifun kann zurückgeführt werden auf ein diffuses Tiefdruckgebiet, zuerst eingetragen in Wetteranalysen von Oberflächen am frühen 20. September. Zu diesem Zeitpunkt lag die Störung zwischen Guam und Chuuk. Obwohl das Joint Typhoon Warning Center (JTWC) das anfängliche System nicht als tropischen Zyklon klassifizierte, analysierte die Japan Meteorological Agency (JMA) bereits um 0000 UTC an diesem Tag die Störung als tropisches Tiefdruckgebiet.
Das Tiefdruckgebiet wanderte zunächst westwärts und verschob sich am 21. September vorübergehend zu einem eher nördlicheren Kurs. Später am Tag schaffte es ein Aufklärungsflugzeug, das vom JTWC zum Analysieren der Störung abgesendet worden war, wegen Maschinenversagens nicht das Zentrum zu erreichen. Die Daten, die man aber vom Außenbezirk des Sturms gesammelt hatte, genügten dem Warnzentrum um 1800 UTC an diesem Tag, die Störung als tropischen Sturm zu klassifizieren. Trotz der Flugdaten hatte die JMA bereits sechs Stunden eher festgelegt, dass das System von der Intensität mindestens ein tropischer Sturm sein muss. Als Resultat der Neueinstufung, wurde der tropische Sturm durch den JTWC „Vera“ getauft. An diesem Punkt begann der tropische Zyklon umzuschwenken auf einen eher westlichen Kurs.
Früh am 22. September ortete eine Flugzeug-Standortbestimmung den Ise-Wan-Taifun 175 km nordnordöstlich von Saipan. Während des Kurses über den Tag zeigten die periodischen Aufklärungsflüge in den Sturm, dass „Vera“ begann sich rasant zu intensivieren. Später am Tag, um 1800 UTC schloss man aus Datenanalysen, dass der tropische Zyklon Taifun-Intensität erreicht hatte. Die rasante Intensivierung setzte sich in den folgenden Tagen fort, als das Maximum der anhaltenden Winde und der Luftdruck entsprechend schnell anstiegen und fielen. Gleichzeitig wuchs die Größe des Taifuns zu einem Punkt, an dem er sich über 250 km erstreckte. Am nächsten Tag, um 0600 UTC erreichte der Ise-Wan-Taifun seinen geringsten geschätzten Luftdruck mit 895 mbar (hPa). Das wies auf einen Druckabfall von 75 mbar (hPa; 2.22 inHg) in den vorausgegangenen 24 Stunden hin. Beim Erreichen des Minimaldrucks hatte der Taifun wahrscheinlich Winde erreicht, die Kategorie 5 entsprechen – der höchsten Klassifikation, die auf der modernen Saffir-Simpson-Hurrikan-Windskala möglich ist.
Die Winde des Taifuns stiegen weiter an, bevor sie am 23. September um 1200 UTC ihre Spitze erreichten, als ein Aufklärungsflugzeug von gleichbleibenden maximalen Windgeschwindigkeiten von 305 km/h berichtete. Beim Erreichen dieser Spitzengeschwindigkeiten, befand sich der Ise-Wan-Taifun 645 km nordöstlich von Guam. Die Fähigkeit des Zyklons sich schnell zu intensivieren wurde zurückgeführt auf förderliche atmosphärische Abweichungen und hoch tragfähiger Wasseroberflächentemperatur.
Der Ise-Wan-Taifun behielt die Spitzenintensität nur für grob zwölf Stunden bei, blieb aber trotzdem noch ein kräftiger tropischer Zyklon. Mit nur winzigen Veränderungen der Kraft, bewegte sich der Taifun am 24. September Richtung Nordwesten. Durch den Einfluss eines nahen Hochdruckgebietes, begann er allmählich abzubiegen und beschleunigte rasant nordwärts Richtung Japan. Am 26. September um 0900 UTC traf der Ise-Wan-Taifun das erste Mal auf Land – westlich von Shionomisaki auf Honshu. Zu diesem Zeitpunkt hatte der Taifun ein Maximum an ununterbrochenen Windgeschwindigkeiten von 260 km/h und einen Luftdruck von 920 mbar (hPa; 27.17 inHg).
Der Taifun überquerte die Japanischen Inseln ziemlich schnell mit einer Geschwindigkeit von 61 km/h und trat wieder auf die japanische See um 1530 UTC an diesem Tag. Trotz seiner kurzen Zeit über Land, schwächte ihn das Terrain ab. Einer Westwindströmung folgend, wurde der Ise-Wan-Taifun ostwärts getrieben, was zu einem zweiten Auftreffen auf Land bei Sakata auf Honshu führte, etwa mit der Intensität eines Kategorie-1-Hurrikans. Sehr spät am 26. September trat der Taifun wieder in den Nordpazifik ein. Er war stark geschwächt wegen der Advektion von kalter Luft zusätzlich zu ständigem Kontakt mit Land. Am 27. September um 0600 UTC analysierte das JTWC, dass der Taifun sich auf die Intensität eines tropischen Sturms abgeschwächt hatte. Das Warnzentrum stellte seine periodische Überwachung des Systems ein, als der Ise-Wan-Taifun in eine außertropische Zyklone überging. Die JMA stufte das System an diesem Tag um 1200 UTC zu einem außertropischen Sturm zurück. Die außertropischen Überreste blieben für die nächsten zwei Tage bestehen und bewegten sich ostwärts, bevor die JMA den Sturm zuletzt am 29. September um 1200 UTC registrierte.

## Auswirkungen

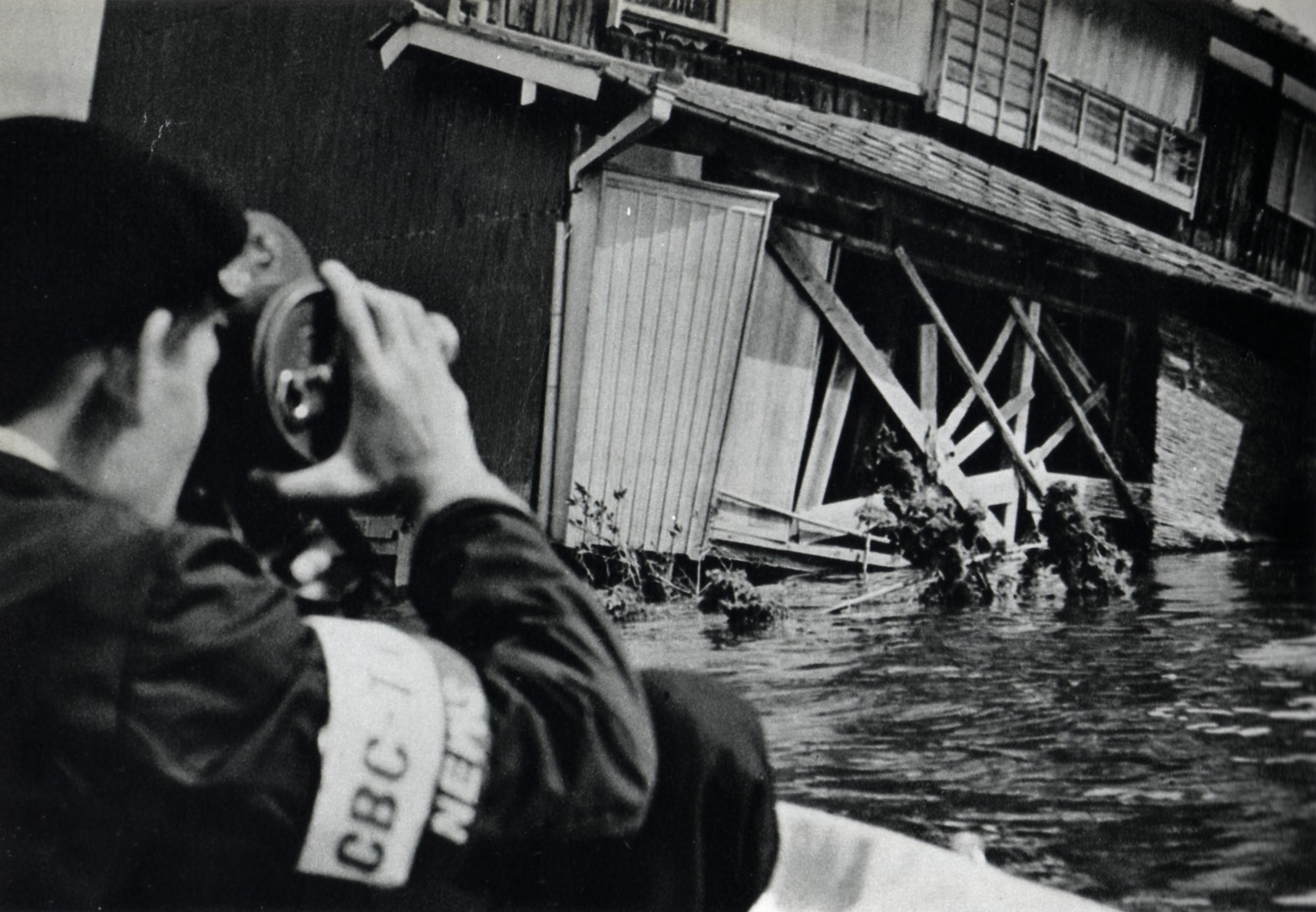
Japanische Kameracrew in einem Vorort von Nagoya im Flutwasser

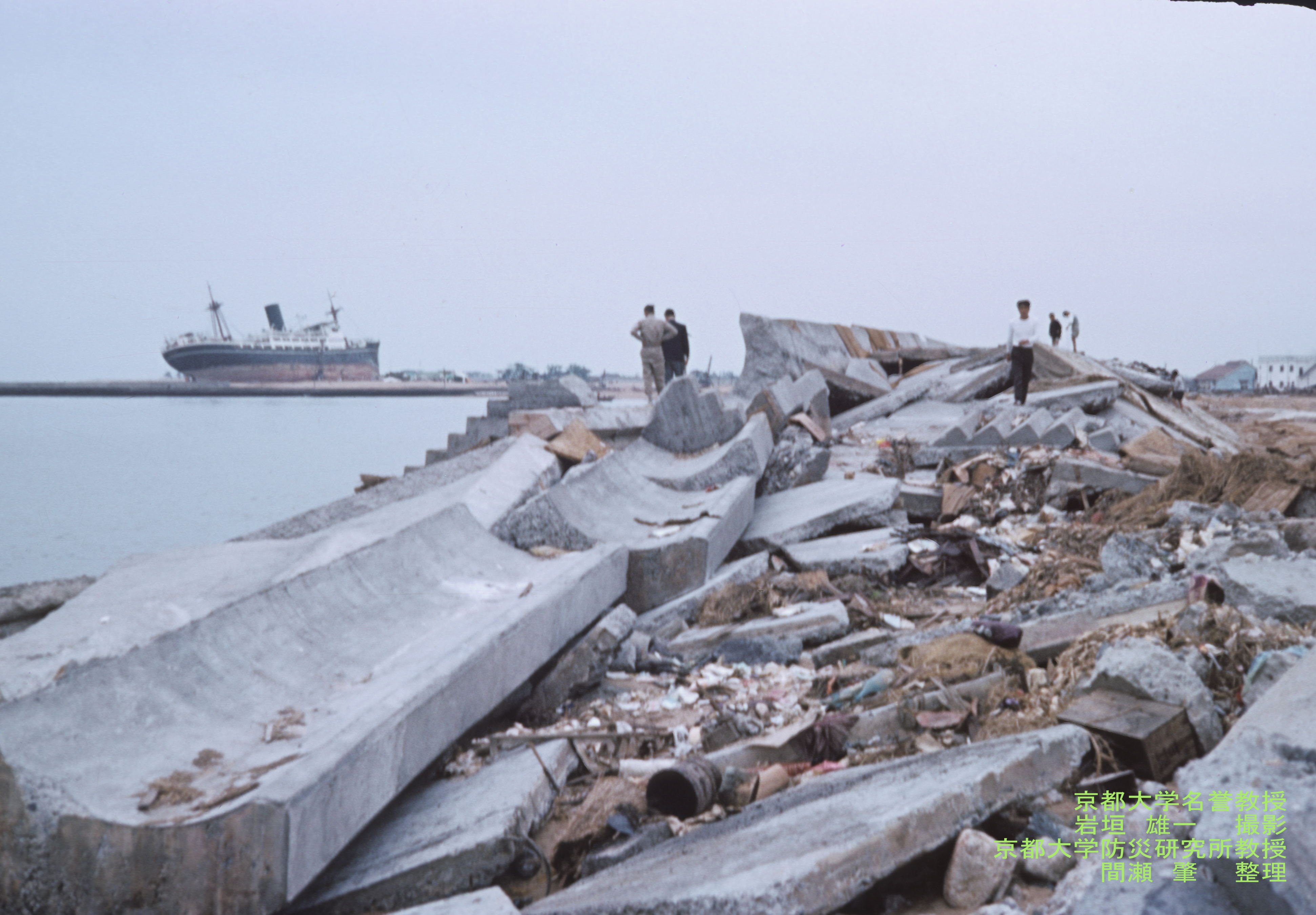
Zerstörte Ufermauer

Obwohl gut vorhergesagt und während der gesamten Zeit verfolgt, waren die Auswirkungen des Taifuns äußerst katastrophal und lang andauernd. Zusätzlich zur Intensität des Sturms waren die heftigen Zerstörungen und die hohe Zahl an Todesopfern teilweise zurückzuführen auf einen Mangel an Dringlichkeit der japanischen Medien, bevor der Ise-Wan-Taifun auf Land traf. Obwohl nach Schätzungen die Schadenssummen mit mehr als 261 Millionen Dollar (inflationsbereinigt 2.122 Millionen Dollar) angegeben werden, sagen andere Schätzungen, dass es Schäden in Höhe von 600 Millionen Dollar (inflationsbereinigt 4.879 Millionen Dollar) gab. Die Zahl der Todesopfer blieb auch unklar, aber Berichte lassen generell annehmen, dass rund 5.000 Menschen getötet wurden, des Weiteren gab es hunderte Vermisste.
Zusätzlich zu den vielen Toten gab es annähernd 40.000 Verletzte. 1,6 Millionen Menschen wurden obdachlos. Landesweit wurden ungefähr 834.000 Wohnungen zerstört und rund 210.000 ha landwirtschaftliche Flächen beschädigt.
Die Schäden, die der Ise-Wan-Taifun verursachte, machten ihn zum tödlichsten Taifun in der japanischen Geschichte, nachfolgend dem Muroto Taifun von 1934. Der Ise-Wan-Taifun war damit die dritt-tödlichste Naturkatastrophe in Japan im 20. Jahrhundert nur übertroffen vom Erdbeben von Kōbe 1995 und dem Großen Kantō-Erdbeben von 1923.
Zusätzlich zum Aufprall des Taifuns auf das Land gab es im Vorfeld heftige Regenfälle über der Tōkai (Region) in Japan, die am 23. September begannen, als der Sturm seine Höchstintensität über dem offenen Wasser erreichte. In Nagoya erreichten die Regenfälle 10 cm. In anderen Teilen der Tōkai-Region wurde von fast 20 cm berichtet. Der heftige Niederschlag verursachte Überflutung verschiedener Flüsse im vom Regen betroffenen Landstrich. Andauernde Regenfälle traten auch während Veras Übergang über Honshu auf, aber die schlimmsten vom Regen verursachten Überflutungen ereigneten sich genau nach dem ersten Auftreffen des Taifuns auf Land. In Kawakami tötete ein Erdrutsch 60 Menschen, indem er 12 Häuser unter sich begrub.
Die meisten Schäden im Zusammenhang mit dem Ise-Wan-Taifun waren ein Resultat der hochzerstörerischen Sturmflut. An der Küste führte die Intensität des Taifuns zu einer großen Welle, die die tieferliegenden Küstenregionen überflutete. In der Ise-Bucht war die Höhe der Sturmflut sehr viel größer wegen der Biegung der Küstenlinie und der geringen Tiefe der Bucht, die erlaubte, dass das Wasser einfach über die ganze Länge der Bucht auf die Küste zurasen konnte.
Zusätzlich passierte der Sturm das Gebiet bei Flut. Die Wasserstände begannen zu steigen, bevor der Sturm auf Land traf und erreichten ihre Spitze während des ersten Überzugs des Taifuns über Honshu. Die höchste Sturmflut wurde im Hafen von Nagoya gemessen, wo der Wasserstand auf 3,9 m über Normal stieg. Die starke Sturmflut verschlang oder brach einfach die Erddeiche und andere Hochwasserschutzmaßnahmen in der Ise-Bucht.
Die Küstendeiche blieben jedoch teilweise unvollendet und wurden heftig beeinträchtigt durch die Ise-Wan-Sturmflut. Nur neu installierte Hochwasserminderungssysteme im südlichen Teil der Bucht waren in der Lage, der Wellenkraft standzuhalten. Auf offener See versenkten die Wellen 25 Fischerboote, tausende anderer Schiffe liefen auf Grund oder galten als vermisst.
Insgesamt wurde von Schäden an 7576 Booten berichtet. Zusätzlich zu den zerstörten Schiffen gingen zahlreiche Austernzucht-Floße verloren und es entstanden Verluste in Höhe von 6 Mio. US-Dollar. Auch 75 Millionen einzelne Perlenaustern fielen den Wellen zum Opfer, was zu weiteren 10 Millionen Dollar Schaden führte.

“Bloated bodies—human and cattle—float in muddy, brown floodwaters that enveloped 95 percent of Nagashima when Typhoon Vera turned the rivers into raging killers.”

„Aufgedunsene Leiber – Menschen und Vieh – treiben in schlammigen, braunen Flutwasser, dass 95 % von Nagashima eingeschlossen hat, als Taifun Vera die Flüsse in rasende Killer verwandelte.“

Die entstandene Überschwemmung, die durch die Sturmflut des Ise-Wan-Taifuns verursacht wurde, überschwemmte Gebiete im Umkreis der Bucht für lange Zeit; einige tiefer liegende Gebiete blieben mehr als vier Monate unter Wasser. Aufgrund des Versagens mehrerer Hochwasserminderungssysteme in schneller Aufeinanderfolge, gekoppelt mit der knappen Abdeckung von Telekommunikation verschärft durch die starken Winde des Taifuns, hatten viele Menschen in betroffenen Regionen nur sehr kurze Zeit zur Evakuierung. Nagoya war eine der am schlimmsten betroffenen Städte; als Folge starker Sturmflut und Sturmwinde wurde Nagoyas Hafen in weniger als drei Stunden außer Betrieb gesetzt. Die Auswirkungen der Taifun-Sturmflut wurden dort außerdem verschlimmert durch die Zerstörung von Holzlagern im Hafen von Nagoya, wobei sich eine große Menge an Stämmen löste, die erhebliche Zerstörung an den Gebäuden anrichteten.
Das Losreißen der Stämme behinderte außerdem die Hilfsmaßnahmen, die nach dem Taifun folgten. Stadtweit wurden 50.000 Wohnungen durch das Hochwasser stark geschädigt und 1.800 andere Wohnungen wurden aus ihren Fundamenten gespült. Die Gesamtschäden an der Ernte betrug geschätzt 30 Millionen Dollar. Vor allem Reisfelder erlitten schwere Schäden, bei denen 135.000 Tonnen Reis verloren gingen. Zusätzlich zum Ernteschaden, gingen Früchte im Wert von 2,5 Mio. Dollar und Gemüse im Wert von 4 Mio. Dollar verloren.
Das Zusammenstürzen eines einzigen Apartmenthauses in der Stadt begrub 84 Menschen unter den Trümmern; einen ähnlichen Vorfall gab es in Naka, wo rund 300 Menschen unter Trümmern begraben wurden. Strandhäuser wurden zerstört und große Streifen von naheliegenden Feldern schwer beschädigt. Zusätzlich zur Sturmflut erfuhr Nagoya anhaltende Winde von etwa 145 km/h mit Böen, die bis zu 260 km/h erreichten, die Stromleitungen herunterrissen und Stromausfall verursachten. Im Südosten Nagoyas, in Handa wurden rund 300 Menschen getötet, nachdem eine Welle mehr als 250 Häuser verschlang. Die Anzahl der Toten in der Präfektur Aichi lag bei insgesamt 3.168 und rund 59.000 Menschen wurden verletzt basierend auf einer Aufzählung durchgeführt im März 1960.
Auf der Westseite der Ise-Bucht, in der Mie-Präfektur, wurden 1.233 Menschen getötet und etwa 5.500 andere erlitten Verletzungen. Etwa 95 % von Nagashima wurde überschwemmt. Das nahegelegene Kuwana erlitt ein ähnliches Schicksal, als 80 % der kompletten Stadt geflutet wurden. Dort wurden 58 Menschen getötet und 900 andere vertrieben. Die Städte Kamezaki und Kamiyoshi wurden durch die Überschwemmungen ausradiert. Weiter im Inland, in der Präfektur Nagano, deckten die starken Winde zahlreiche Hausdächer ab. Der Tachikawa-Landeplatz der US-amerikanischen Luftwaffe in der Nähe Tokyos erlitt erhebliche Schäden durch den Taifun mit Schadenssummen höher als 1 Million US-Dollar.

## Nachwirkungen

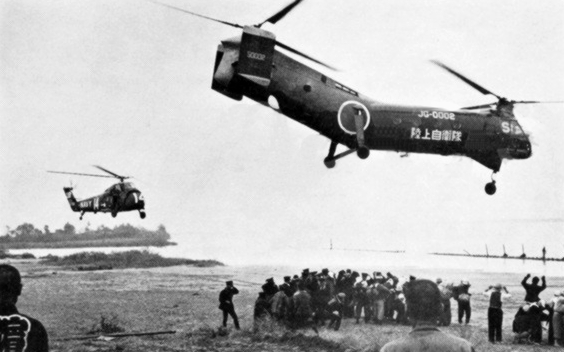
Ein US-amerikanischer HSS-1-Hubschrauber und japanische Model 44A-Hubschrauber evakuieren betroffene Zivilisten

Für die unmittelbaren Folgen des Taifuns richtete die japanische Regierung ein Katastrophen-Hauptquartier in Tokyo ein und teilte Ressourcen und Hilfsmittel an betroffene Gebiete zu. Die Regierung gründete außerdem das Zentrale Japanische Katastrophenschutzamt in Nagoya. Wegen der hoch veranschlagten Schadenskosten durch den Taifun war das Japanische Parlament gezwungen einen Nachtragshaushaltsplan einzuführen, um die Verluste abzudecken. Beginnend mit dem 29. September begannen die japanischen Selbstverteidigungsstreitkräfte sich an den Hilfsleistungen zu beteiligen. Generalleutnant der US-Streitkräfte, Robert Whitney Burns, befahl allen verfügbaren Soldaten, die in Japan stationiert waren, sich an den Hilfsmaßnahmen nach dem Taifun zu beteiligen. Der Flugzeugträger Kearsarge wurde nach Nagoya gesendet, um dort die Hilfsmaßnahmen zu unterstützen.
In Nagoya hatte das Hochwasser das Trinkwasser kontaminiert, was den Zugang zu sauberem Trinkwasser drastisch reduzierte. Trotz raschen Hygiene- und Desinfektions-Maßnahmen brachen in Teilen der Stadt Krankheiten aus. Über 170 Fälle von Dysenterie wurden gemeldet, neben anderen Fällen von Gangrän und Tetanus. Zusätzlich zu der Wasserknappheit wurde auch das Essen rationiert als Reaktion auf die Nahrungsmittelknappheit, die der Ise-Wan-Taifun verursacht hatte. Das führte zu Hungerproblemen für die betroffene Bevölkerung.
Die Folge von Durchbrüchen in den Hochwasserschutzanlagen rund um die Ise-Bucht war, dass das Seewasser nach dem Vorbeizug des Ise-Wan-Taifuns immer weiter in die überschwemmten Gebiete floss, was die Reparaturarbeiten verlangsamte und erschwerte. Ein Durchbruch maß 150 km und benötigte 5,000 Mann, 32,000 Sandsäcke und Planierraupen, gesendet vom Japanischen Verteidigungsministerium, um das Einströmen des Wassers zu minimieren. In Aichi, im Ama-Bezirk, dauerten die Wiederaufbaumaßnahmen der Deiche, Straßen und Infrastruktur bis Ende Dezember 1959.
Wegen anhaltenden Verlusten der Perlenindustrie durch den Taifun wurde erwartet, dass Japans Perlenproduktion 1959 um 30 % zurückgeht und 1960 Produktionsverluste von etwa 40 % drohen. Man erwartete, dass die finanziellen Verluste dieser Industrie weit über 15 Millionen US-Dollar gehen und die Preise für japanische Perlen um 20 % steigen werden. Außerdem erwartete man, dass die Auswirkungen auf Japans Perlenindustrie noch zwei bis drei Jahre anhalten werden.

### Katastrophenhilfe und Abmilderungs-Reformen
Die noch nie dagewesene Zerstörung durch den Taifun veranlasste das Japanische Parlament Gesetze zu verabschieden, damit bei zukünftigen Katastrophen betroffene Regionen schneller entlastet werden und effizienter Hilfe geleistet werden kann. Im Oktober 1959 beschloss eine außerordentliche Parlamentssitzung mehrere Maßnahmen, die von verschiedenen Regierungsministerien koordiniert werden und die Stützen bereitstellen für die Menschen, die vom Ise-Wan-Taifun und anderen Naturkatastrophen in Japan vom August und September dieses Jahres betroffen waren.
Die wahrscheinlich nachhaltigste Gesetzgebung, die aufgrund des Ise-Wan-Taifuns veranlasst wurde, war 1961 die Passage des Katastrophen-Gegenmaßnahmen-Basisgesetzes, die weitgehend als „Eckstein der Gesetzgebung für die Reduzierung von Katastrophenrisiken in Japan“ angesehen wurde. Das Gesetz etablierte den Zentralen Katastrophenschutzrat, der die Aufgabe hat die Risikoreduzierung von Katastrophen zu koordinieren. Die Gesetzgebung ordnete außerdem einen jährlichen Katastrophenvorbeugungsplan an, die jährlich ans Japanische Parlament übermittelt werden soll. Außerdem etablierte das Gesetz den 1. September als einen Tag der nationalen Katastrophenvorsorge.
Zusätzlich zu den gesetzlichen Reformen brachten die Brüche der Küstenhochwasserschutzsysteme während des Taifuns eine Neukonstruktion dieser Mechanismen. In Nagoya wurden Regulierungen konstruiert für den Küstenschutz und die Erhebungen. Die Entwicklung von Hochwasserschutz in Ise, Osaka und der Tokyo-Bucht wurde ebenfalls in Bewegung gesetzt. Die Höhe solcher Abwehrsysteme basierte auf dem „Worst-Case-Szenario“ und auf den Maximalhöhen der Sturmflut, die der Ise-Wan-Taifun verursacht hatte.